# Ponte della Libertà (Pavia)
Il Ponte della Libertà (chiamato fino al 1947 Ponte dell'Impero, nome ancora oggi utilizzato) è un ponte sul fiume Ticino, aperto al traffico nel 1936, che collega la sponda settentrionale e quella meridionale del fiume presso Pavia.

## Caratteristiche e storia
Il ponte è costituito da cinque arcate di 45 metri di luce ciascuna ed è realizzato in calcestruzzo armato rivestito di granito grigio di Baveno. Dal punto di vista architettonico appartiene al razionalismo italiano. Venne edificato tra il 1934 e il 1936 per alleggerire il traffico dei veicoli che attraversavano Pavia e il suo Ponte Coperto sulla direttrice tra Milano e Genova. La zona di costruzione peraltro suscitò alcune perplessità, in quanto considerata ancora troppo all'interno del territorio cittadino.
Il 4 e 5 settembre 1944 il ponte venne bombardato, con conseguente distruzione dell'arcata meridionale, che venne tuttavia rapidamente ricostruita dai tedeschi in ritirata dall'Italia. Nel 1947 venne completata la riparazione del ponte, che fu ribattezzato con l'attuale nome.
Nel 2014 è stato installato sul ponte un sistema di illuminazione notturna con luci di colore blu e rosa, opera dell'artista Marco Lodola.

## Altri progetti

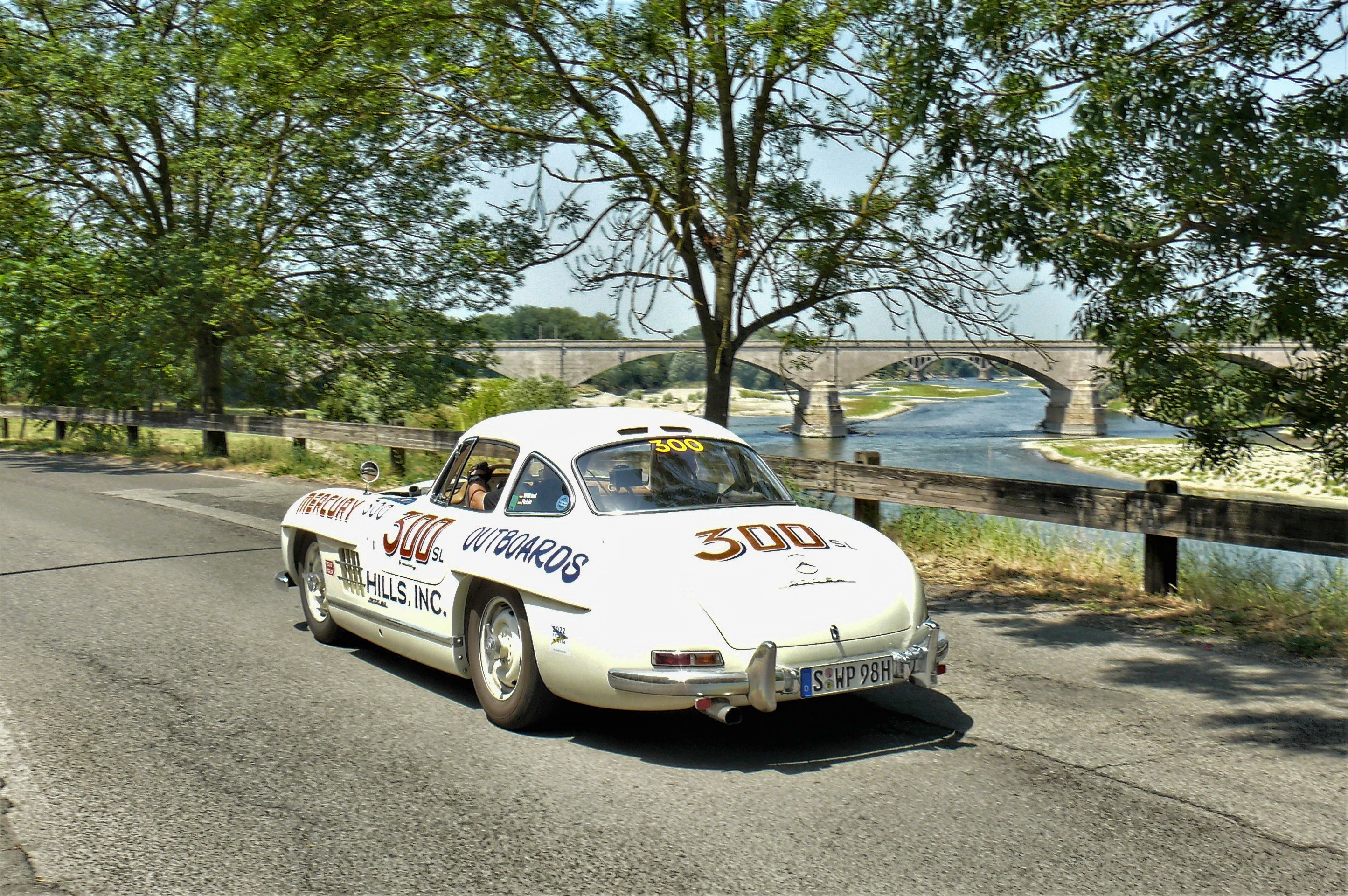
Una Mercedes-Benz 300 SL in transito a Pavia in occasione della Mille Miglia del 2022, sullo sfondo il Ponte della Libertà